# Йорк, Сюзанна
Сюза́нна Йорк (англ. Susannah York; 9 января 1939 — 15 января 2011) — британская актриса театра и кино, лауреат премии «BAFTA» (1970) и «лучшая актриса» Каннского кинофестиваля (1972). Её роли в разных популярных фильмах 1960-х годов принесли ей международную известность, а некролог в «The Telegraph» характеризует её как «голубоглазую английскую розу с фарфоровой кожей и ангельскими губами — воплощение чувственности свингующего Лондона».

## Детство и юность
Сюза́нна Йо́ланд Фле́тчер (англ. Susannah Yolande Fletcher) родилась в Челси (Лондон) в 1939 году. Её родители — банкир, предприниматель Саймон Уильям Пил Викерс Флетчер (англ. Simon William Peel Vickers Fletcher) и Джоан Нита Мэри (англ. Joan Nita Mary) (урождённая Боуринг), дочь дипломата. После развода родителей её мать вышла замуж за шотландского бизнесмена, и в 1950 году Йорк поступила в колледж в Трун, Саут-Эршир. Позже она стала учиться в школе Висперс — загородном доме архитектора Нормана Шоу в Сассексе. Тем не менее, в 1952 году она была исключена из Висперс после того, как была уличена в ночном плавании голышом в школьном бассейне. Йорк перевелась в Ист Хэддон Холл в Нортгемптоншире.
Пребывая в восторге от своих актёрских работ в школе, она сначала решила поступить в Колледж драматического искусства в Глазго, но после того, как её мать рассталась с отчимом и переехала в Лондон, Сюзанна пошла на прослушивание и в 1955 году была принята в Королевскую академию драматического искусства. Там она получила награду Ронсона как наиболее перспективный студент, перед тем как окончила заведение в 1958 году.

## Карьера

### Кино и телевидение
Появилась на телеэкране в 1959 году, снявшись в фильме «The Crucible» с Шоном Коннери.
Её карьера в кино началась с фильма «Мотивы славы» (1960), где она сыграла роль второго плана с Алеком Гиннессом и Джоном Миллсом. В 1961 году, она сыграла главную роль в фильме «Сливовое лето», в котором снялись также Кеннет Мор и Даниэль Дарьё.
Йорк сыграла Софи в паре с Альбертом Финни в фильме «Том Джонс» (1963), получившем Оскара в номинации «Лучший фильм». Снималась в фильмах «Человек на все времена» (1966), «Убийство сестры Джордж» (1968) и «Битва за Британию» (1969). В фильме «Джейн Эйр» (1970) с Джорджем Скоттом (в роли Эдварда Рочестера) сыграла главную роль.
Йорк была номинирована на Премию «Оскар» за лучшую женскую роль второго плана за фильм «Загнанных лошадей пристреливают, не правда ли?» (1969). При этом она оскорбила Академию кинематографических искусств и наук, когда заявила, что огорчена тем, что её номинировали на награду, не спросив её мнения. Она присутствовала на церемонии, но проиграла Голди Хоун с её ролью в «Цветке кактуса».
В 1972 году она выиграла награду за лучшую женскую роль на Каннском кинофестивале за роль в фильме «Образы». Она сыграла мать Супермена Лару на обречённой планете Криптон в фильме «Супермен» (1978) и в сиквелах: «Супермен 2» (1980) and «Супермен 4: Борьба за мир» (1987). Йорк много снималась в британских телевизионных сериалах, в том числе в «Принце Регенте» (1979), в роли Марии Фитцгерберт, тайной жены будущего Георга IV, и «Мы встретимся снова» (1982).
В 1984 году Йорк снялась в роли миссис Крэтчит в фильме «Рождественская история» (1984), экранизации повести Чарльза Диккенса. Она снова сыграла с Джорджем Скоттом (в роли Эбенезера Скруджа), Дэвидом Уорнером (Боб Крэтчит), Фрэнком Финлэйем (Джейкоб Марли), Анхелой Плезанс (Дух прошлого рождества) и Энтони Уолтерсом (крошка Тим Крэтчит).
В 2003 году Йорк сыграла второстепенную роль менеджера госпиталя Хелен Грант в драматическом сериале BBC1 «Город Холби». Она исполняла эту роль в двух эпизодах похожего сериала «Несчастный случай» в мае 2004. Её последним фильмом был «The Calling», выпущенный в 2010 году в Великобритании.

### Сцена
В 1978 году Йорк появилась на сцене театра Нью Энд в Лондоне в «Поразительной жизни Альберта Ноббса» с Лусиндой Чайлдс, поставленной французским режиссёром Симоной Бенмюсса по новелле Джорджа Мура. В следующем году она с Сами Фрей появилась в Париже, где говорила по-французски в пьесе Генри Джеймса «Явления». Спектакль снова был поставлен Бенмюссой.
В 1980-х, снова с Бенмюссой, Йорк сыграла в спектакле «Без уважительной причины», адаптации новеллы Джорджа Мура с Сьюзен Хемпшир. В 2007 году она появилась в британском туре спектакля «Крылья голубки» (по Генри Джеймсу), и продолжила выступать по всему миру в своём шоу «Любовь женщин Шекспира». Также, в 2007 году, её пригласили сыграть в аудиопостановке «Вальгалла», на основе сериала «Доктор Кто». В 2008 году, она сыграла роль Нелли в адаптации Эйприл Де Анжелис «Грозовой перевал».
По информации с сайта итальянской симфоник-метал группы Rhapsody of Fire (ранее известной как Rhapsody), Йорк была приглашена в качестве рассказчика для их следующего альбома «Triumph or Agony». В 2009 году она сыграла вместе с Джосом Вантайлером в театре Нью Энд, в Лондоне, получив признание критиков.

### Сочинения и личные выступления
В 1970-х годах она написала две детские фэнтези повести: «В поисках единорогов» (1973), переписанную в 1984 году, которая легла в основу фильма «Образы», и «Замок Ларка» (1976, переписана в 1986).
Её приглашали в качестве гостя вместе с Дэвидом Путтнемом в документальную передачу BBC Radio 4 «У меня в четверг случилось несчастье» — дань памяти программе актёра Монтгомери Клифта, которая выходила в эфир в 1986 году, в двадцатую годовщину смерти Клифта. Йорк играла с ним в фильме Джона Хьюстона «Фрейд: Тайная страсть» (1962).

## Личная жизнь
В 1960 году Йорк вышла замуж за Майкла Уэллса, от которого родила двоих детей — сына Орландо Уэллса (актёр) и дочь Сашу. В 1976 году они с мужем развелись. В 1984 году в телевизионной адаптации «Рождественской истории», она сыграла роль мисс Крэчит и оба её ребёнка играли роли её отпрысков. Орландо подарил Йорк первого внука, Рэфферти, в 2007 году
В политических взглядах она придерживалась левых убеждений, участвовала в антивоенном движении, выступала на протестах против политики Маргарет Тэтчер и ядерного оружия. Она публично поддерживала Мордехая Вануну, израильского диссидента, раскрывшего информацию о ядерной программе Израиля. Выступая в представлении «Любовь женщин Шекспира» в камерном театре Тель-Авива в июне 2007 года, Йорк посвятила выступление Вануну, вызвав как поддержку, так и упрёки со стороны аудитории.

## Смерть
Сюзанна Йорк умерла от миеломной болезни 15 января 2011 года, через шесть дней после своего 72 дня рождения.

## Признание
Французский Орден Искусств и литературы (1991) и другие награды. Член жюри Каннского (1979) и Берлинского (1993) кинофестивалей.

## Фильмография
| Год  |   | Русское название                                                      | Оригинальное название                   | Роль                                         |
| ---- | - | --------------------------------------------------------------------- | --------------------------------------- | -------------------------------------------- |
| 1960 | ф | Там был сутулый человек                                               | There Was a Crooked Man                 | Эллен                                        |
| 1960 | ф | Мотивы славы (Роналд Ним)                                             | Tunes of Glory                          | Мораг Синклер                                |
| 1961 | ф | Сливовое лето (Льюис Гилберт)                                         | The Greengage Summer                    | Джосс Грей                                   |
| 1962 | ф | Фрейд: Тайная страсть (Джон Хьюстон)                                  | Freud: The Secret Passion               | Сесилия Кёртнер                              |
| 1963 | ф | Том Джонс (Тони Ричардсон)                                            | Tom Jones                               | Софи Вестерн                                 |
| 1964 | ф | Седьмой рассвет (Льюис Гилберт)                                       | The 7th Dawn                            | Сендейс Трампи                               |
| 1964 | ф | Scene Nun, Take One                                                   | Scene Nun, Take One                     | Актриса                                      |
| 1965 | ф | Пески Калахари                                                        | Sands of the Kalahari                   | Грейс Манктон                                |
| 1965 | ф | Scruggs                                                               | Scruggs                                 | Сьюзен                                       |
| 1966 | с | Падение дома Ашеров (сериал)                                          | The Fall of the House of Usher          | Маделейн Ашер                                |
| 1966 | ф | Калейдоскоп (фильм, 1966)                                             | Kaleidoscope                            | Эйнджел МакГиннис                            |
| 1966 | ф | Человек на все времена (Фред Циннеман)                                | A Man for All Seasons                   | Маргарет Мор                                 |
| 1968 | ф | Себастьян                                                             | Sebastian                               | Ребекка Говард                               |
| 1968 | ф | Duffy (фильм)                                                         | Duffy                                   | Сиголен                                      |
| 1968 | ф | Убийство сестры Джордж (Роберт Олдрич)                                | The Killing of Sister George            | Элис «детка» МакНаут                         |
| 1969 | ф | О, что за чудесная война (Ричард Аттенборо)                           | Oh! What a Lovely War                   | Элеанор                                      |
| 1969 | ф | Битва за Англию                                                       | Battle of Britain                       | сержант Мэгги Харви                          |
| 1969 | ф | Lock Up Your Daughters                                                | Lock Up Your Daughters                  | Хиларет                                      |
| 1969 | ф | Загнанных лошадей пристреливают, не правда ли? (Сидни Поллак)         | They Shoot Horses, Don’t They?          | Элис                                         |
| 1970 | ф | Джейн Эйр (телевизионный фильм)                                       | Jane Eyre                               | Джейн Эйр                                    |
| 1970 | ф | Братская любовь (фильм) (Джей Ли Томпсон)                             | Country Dance                           | Хиллари Доу                                  |
| 1971 | ф | С днем рождения, Ванда Джун! (Марк Робсон, по роману Курта Воннегута) | Happy Birthday, Wanda June              | Пенелопа Райан                               |
| 1972 | ф | Зи и компания                                                         | Zee and Co.                             | Стэлла                                       |
| 1972 | ф | Образы (Роберт Олтмен)                                                | Images                                  | Кэтрин                                       |
| 1974 | ф | Золото (фильм, 1974)                                                  | Gold                                    | Тэрри Стейнер                                |
| 1974 | ф | Служанки (фильм) (Кристофер Майлз, по драме Жана Жене)                | The Maids                               | Клэйр                                        |
| 1975 | ф | Недостойное поведение                                                 | Conduct Unbecoming                      | миссис Мэрджори Скарлетт                     |
| 1975 | ф | Нечаянное везение                                                     | That Lucky Touch                        | Джулия Ричардсон                             |
| 1976 | ф | Небесные наездники                                                    | Sky Riders                              | Эллен Брэккен                                |
| 1976 | ф | Элиза Фрейзер                                                         | Eliza Fraser                            | Элиза Фрейзер                                |
| 1978 | ф | The Shout (Ежи Сколимовский, по новелле Роберта Грейвса)              | The Shout                               | Рейчел Филдинг                               |
| 1978 | ф | Молчаливый партнёр                                                    | The Silent Partner                      | Джули Карвер                                 |
| 1978 | ф | Супермен (Ричард Доннер)                                              | Superman                                | Лара                                         |
| 1979 | с | Prince Regent                                                         | Prince Regent                           | миссис Фитцгерберт                           |
| 1979 | ф | The Golden Gate Murders                                               | The Golden Gate Murders                 | сестра Бенеция                               |
| 1980 | ф | Long Shot                                                             | Long Shot                               | актриса                                      |
| 1980 | ф | Воскрешение из мёртвых                                                | The Awakening                           | Джейн Тёрнер                                 |
| 1980 | ф | Супермен 2 (Ричард Лестер, Ричард Доннер)                             | Superman II                             | Лара                                         |
| 1980 | ф | Пропадая от любви                                                     | Falling in Love Again                   | Сью Льюис                                    |
| 1981 | ф | Лазейка                                                               | Loophole                                | Дина Букер                                   |
| 1981 | ф | Late Flowering Love                                                   | Late Flowering Love                     |                                              |
| 1981 | с | Second Chance                                                         | Second Chance                           | Кейт Хёрст                                   |
| 1982 | с | We’ll Meet Again                                                      | We’ll Meet Again                        | Хелен Дерехем                                |
| 1982 | ф | Алиса                                                                 | Alice                                   | Королева                                     |
| 1983 | ф | Жёлтая борода                                                         | Yellowbeard                             | леди Черчилль                                |
| 1983 | ф | Nelly's Version                                                       | Nelly's Version                         | рассказчик                                   |
| 1984 | ф | Рождественская история (фильм, 1984)                                  | A Christmas Carol                       | миссис Крэтчит                               |
| 1985 | ф | Звёздное качество                                                     | Star Quality                            | Лоррейн Берри                                |
| 1985 | ф | Daemon                                                                | Daemon                                  |                                              |
| 1987 | ф | Изящное убийство (фильм, 1987)                                        | Prettykill, Tomorrow’s a Killer         | Тони                                         |
| 1987 | ф | Супермен 4: Борьба за мир                                             | Superman IV: The Quest for Peace        | Лара                                         |
| 1987 | ф | Мио, мой Мио (Владимир Грамматиков)                                   | Mio in the Land of Faraway, Mio min Mio | Ткачиха                                      |
| 1987 | ф | Барбаблу, Барбаблу                                                    | Barbablú, Barbablú                      |                                              |
| 1988 | ф | Летняя история                                                        | A Summer Story                          | Миссис Нарракомб                             |
| 1988 | ф | Проси только алмазы                                                   | Just Ask for Diamond                    | Лорен Бакарди                                |
| 1989 | ф | Меланхолия                                                            | Melancholia                             | Катерина Лэнхем Фрэнк                        |
| 1989 | с | After the War                                                         | After the War                           | Ирен Джеймсон                                |
| 1989 | ф | Четыре девушки                                                        | Quattro piccole donne                   |                                              |
| 1989 | ф | Пригоршня времени                                                     | A Handful of Time, En Håndfull tid      | Сьюзен Уолкер                                |
| 1990 | ф | The Man from the Pru                                                  | The Man from the Pru                    | Эми Уоллес                                   |
| 1990 | ф | Fate                                                                  | Fate                                    |                                              |
| 1991 | с | Устройства и желания                                                  | Devices and Desires                     | Мэг Деннисон                                 |
| 1991 | с | Trainer                                                               | Trainer                                 | Рейчел Уэйр                                  |
| 1992 | ф | Иллюзии                                                               | Illusions                               | доктор Синклер                               |
| 1993 | ф | Прекрасная принцесса                                                  | Piccolo grande amore                    | королева Кристина                            |
| 1997 | ф | Loop                                                                  | Loop                                    | Оливия                                       |
| 1997 | ф | A Dark Blue Perfume                                                   | A Dark Blue Perfume                     | Лиз                                          |
| 1998 | ф | Итак, это и есть любовный роман?                                      | So This Is Romance?                     | мама Майка                                   |
| 2000 | ф | Святой Патрик. Ирландская легенда                                     | St. Patrick: The Irish Legend           | Концесса                                     |
| 2000 | ф | Jean                                                                  | Jean                                    | Джин                                         |
| 2002 | ф | Книга Евы                                                             | The Book of Eve                         | Мэй                                          |
| 2003 | ф | Посетители                                                            | Visitors                                | Кэролайн Перри                               |
| 2004 | ф | Love Is a Survivor                                                    | Love Is a Survivor                      | современная цыганка (англ. Present Day Roma) |
| 2005 | ф | Жиголо                                                                | The Gigolos                             | Тэсса                                        |
| 2007 | ф | Maude                                                                 | Maude                                   | Мод                                          |
| 2008 | ф | Франклин                                                              | Franklyn                                | Маргарет                                     |
| 2010 | ф | The Calling                                                           | The Calling                             | настоятельница                               |